# Merodon multifasciatus
Merodon multifasciatus är en tvåvingeart som beskrevs av Charles Howard Curran 1939. Merodon multifasciatus ingår i släktet narcissblomflugor, och familjen blomflugor. Inga underarter finns listade i Catalogue of Life.